# Slobidka, Cervonoarmiisk
Slobidka (în ucraineană Слобідка) este un sat în comuna Strîbij din raionul Cervonoarmiisk, regiunea Jîtomîr, Ucraina.

## Demografie
Componența lingvistică a localității Slobidka
     Ucraineană (99,29%)
     Alte limbi (0,71%)
Conform recensământului din 2001, majoritatea populației localității Slobidka era vorbitoare de ucraineană (99,29%), existând în minoritate și vorbitori de alte limbi.